# 남서부주 (부르키나파소)
남서부주(南西部州, 프랑스어: Sud-Ouest 쉬두에스트[*])는 부르키나파소 남서부에 위치한 주로 주도는 가와이며 면적은 16,202km2, 인구는 808,928명(2006년 기준)이다. 남서쪽으로는 카스카드주, 북서쪽으로는 오트바생주, 북동쪽으로는 중서부주와 인접해 있고 동쪽으로는 가나, 남쪽으로는 코트디부아르와 국경을 접한다. 4개 현(부구리바현, 이오바현, 눔비엘현, 포니현)을 관할한다.